# Wahou !
Pour plus de détails, voir Fiche technique et Distribution.
Wahou ! est un film français réalisé par Bruno Podalydès et sorti en 2023. Le film est une comédie où les visites immobilières s'enchainent comme des sketchs et des croquis cinématographiques.

## Synopsis
Oracio Sanchez (Bruno Podalydès), nouveau venu dans le monde de l'immobilier, accompagné de son stagiaire Jim, et sa collègue Catherine Bourbialle (Karin Viard), récemment veuve avec des difficultés à s'en remettre, sont tous les deux des agents immobiliers des Yvelines qui ne souhaitent qu'une seule chose : provoquer l'effet « Wahou ! » chez leurs clients.
Pour ce faire, ils ont deux logements à proposer. Le premier est une grande maison bourgeoise du XIXe siècle à Louveciennes, entourée d'un grand parc, avec du cachet, nécessitant de lourds travaux de rénovation et encore occupée par ses propriétaires. Le mari Simon Ramatuelle (Eddy Mitchell), rechigne à la vente et refuse tout chantier de modernisation. 
Le second est un appartement neuf dans un soi-disant « triangle d'or » de Bougival. Tout est prêt ; le défilé des potentiels acheteurs, leurs sentiments, coups de cœur et déceptions, mettent à rude épreuve ce tandem d'agents immobiliers.

## Fiche technique
Sauf indication contraire, les informations mentionnées dans cette section peuvent être confirmées par les bases de données cinématographiques IMDb et Allociné,  présentes dans la section « Liens externes ».
- Titre original : Wahou !
- Réalisation et scénario : Bruno Podalydès
- Musique : pas de musique originale / supervision musicale : Frédéric Junqua
- Décors : Thomas Grézaud
- Costumes : Judith de Luze
- Photographie : Patrick Blossier
- Son : Laurent Poirier / Mixage : Édouard Morin
- Montage : Christel Dewynter
- Production : Pascal Caucheteux / Production exécutive : Martine Cassinelli
- Sociétés de production : Why Not Productions, Wild Bunch International, Canal+, Ciné+
- Société de distribution : UGC Distribution
- Budget : 1,2 million d'euros
- Pays d'origine :  France
- Format : couleur
- Genre : comédie
- Durée : 90 minutes
- Date de sortie :
  - France : 7 juin 2023

## Distribution
Sauf indication contraire, les informations mentionnées dans cette section peuvent être confirmées par la base de données cinématographiques Allociné,  présente dans la section « Liens externes ».

### Les agents immobiliers
- Karin Viard : Catherine Bourbialle, veuve, conseillère immobilier aguerrie
- Bruno Podalydès : Oracio Sanchez, conseiller immobilier débutant
- Victor Lefebvre : Jim, stagiaire d'Oracio

### Dans la maison
Les propriétaires
- Sabine Azéma : Sylvette Ramatuelle
- Eddy Mitchell : Simon Ramatuelle, mari de Sylvette

Les visiteurs
- Agnès Jaoui : Josépha
- Éric Viellard : Gillou
- Isabelle Candelier : Annabelle
- Claude Perron : la mandataire
- Patrick Ligardes : Gérard, mari d'Annabelle
- Manu Payet : M. Gratte
- Yann Frisch : M. Ciel
- Jean Podalydès : architecte accompagnant Annabelle et Gérard lors de la contre-visite

### Dans l'appartement
- Carl Malapa : Swan
- Pia Mougeot : Prunelle, compagne de Swan
- Roschdy Zem : père de Swan
- Denis Podalydès : le client silencieux
- Leslie Menu : Léa, cliente venue en vélo pliant
- Félix Moati : Fabien, époux de Léa, professeur de piano, venu en vélo pliant
- Florence Muller : Clotilde, infirmière vieille-fille dépressive
- Annie Mercier : mère de Clotilde, en fauteuil roulant, veuve
- Nino Podalydès : jeune peintre curieux et intrusif
- Nusch : Colombe
- Élodie Huber : Alice

## Production
Selon le producteur, il s'agit d'un « petit film tourné en quatre semaines, pour rigoler ».

## Tournage
- La partie concernant l'agence "Wahou" est en fait tournée à l'agence GimcoVermeille de Bougival (https://www.gimcovermeille.com/) : visible sur la devanture de la porte à 1h19 du film.

## Musique
Sauf indication contraire, les informations mentionnées dans cette section peuvent être confirmées par la base de données cinématographiques IMDb,  présente dans la section « Liens externes ».
- Au bar du Lutetia par Eddy Mitchell.

## Accueil

### Accueil critique
En France, le site Allociné donne la note de 3,3⁄5, après avoir recensé et interprété 15 critiques de presse.
Pour Laurence Houot (France Info Culture), le long-métrage, « magnifiquement servi par une « famille » d'acteurs et d'actrices fidèles au réalisateur » est une « comédie hilarante aux allures légères montre avec finesse et humour bien dosé le poids de la charge émotionnelle qui accompagne souvent l'achat ou la vente d'une « maison », au sens du « chez soi » ».
Pour Louis Guichard (Télérama), le réalisateur « livre un « spécial immobilier » très inspiré ». Pour Anne-Claire Cieutat (Bande à part), le film est une réussite. La qualité d'interprétation des personnages principaux, ainsi que celle des personnages secondaires, est saluée. Pour ce critique si « l’on rit de bon cœur dans Wahou ! face à certaines répliques ou situations incongrues, on reçoit aussi de plein fouet le désarroi de certains personnages au bord du gouffre. », et de conclure : « Comme toujours chez Bruno Podalydès, la drôlerie et la mélancolie valsent l’une avec l’autre. C’est la vie, disent certains. Lui disait Voilà autrefois ; aujourd’hui, il s’exclame Wahou ! Preuve que son sens de la facétie est toujours intact. ».
Pour Timothée Gérardin (Critikat), le film est placé sous le « le signe de l’équilibre et de la symétrie » : un tandem d'agents immobiliers, deux appartements, des axes de symétries comme un couple avec le même vélo, le même casque, les deux promoteurs possédant le même scooter. Pour le critique, l'« apparente perfection » qui se dégage du film est dans les faits bouleversée à chaque instant par les différentes visites. La satire du film trouve alors ses racines par l'échec des agents à élaborer un stratagème de vente, qui perpétuellement vole en éclat. En définitive, le réalisateur « cède au charme des rencontres ».
Selon le critique du Journal du dimanche, le film est « d'une mélancolie qui ne crie pas son nom ». Le réalisateur « livre une de ces comédies dont il a le secret, à la fois drôle et morose, légère et cruelle. Sans autre prétention que de croquer les failles de ses congénères trop bourgeois pour être libres ».
Thomas Baurez (Première), est très déçu du résultat du film dans lequel aurait pu se trouver « un geste artistique singulier (...) une vitalité, un lâcher-prise voire une radicalité propre à son exécution ». Pour le critique, il s'agit rien de moins que d'un « petit Podalydès ». Film jugé « plat, (...) une interprétation inégale », aux « allures de sketches répétitifs ». Il conclut : « Si le ton romantico-burlesque de Podalydès est là, il est comme dépouillé de toute sa substance, de cet art du jeu et du décalage, si plaisant d’habitude. Frustrant. ».
Si Christophe Caron (La Voix du Nord) reconnait que le réalisateur « possède sa propre petite musique » et « un don d’observation hors pair de ses prochains », il trouve plus dommageable que le film soit composé de saynètes qui font « sourire, plus rarement rire ». Le critique parle d'un film à la « tonalité monocorde qui refuse le mordant et les étincelles qui nous laisse un peu à la porte » ; plus positif, il se laisse la possibilité d'une « contre-visite ».

### Box-office
| Pays ou région | Box-office      | Date d'arrêt du box-office | Nombre de semaines |
| -------------- | --------------- | -------------------------- | ------------------ |
| France         | 242 029 entrées | 8 août 2023                | 9                  |
| Total mondial  | 1 806 315 $     | -                          | -                  |